# Thomas Horschel

Thomas Horschel

Thomas Horschel (* 13. Dezember 1960 in Suhl) ist ein ehemaliger deutscher Ringer. Er war für die DDR 1984 und 1986 zweifacher Vize-Europameister im griechisch-römischen Stil im Schwergewicht.

## Werdegang
Thomas Horschel begann als Jugendlicher mit dem Ringen und wuchs bei dem DDR-Spitzenclub SC Motor Zella-Mehlis zu einem hervorragenden Ringer im griechisch-römischen Stil heran. Im Jahre 1979 machte er erstmals nachhaltig auf sich aufmerksam, als er bei den Ringermeisterschaften der DDR im Halbschwergewicht den 2. Platz belegte. Ein Jahr später wurde er in dieser Gewichtsklasse bereits erstmals DDR-Meister. Er wurde daraufhin für die Olympischen Spiele 1980 in Moskau nominiert. Seine dortige Teilnahme war sein erster Start bei einer internationalen Meisterschaft. In Moskau erreichte Thomas Horschel, noch nicht einmal ganz 20 Jahre alt, einen hervorragenden 5. Platz im Halbschwergewicht. 
Im Jahre 1981 wurde er nur bei der Europameisterschaft in Göteborg eingesetzt. Nach einem Freilos in der ersten Runde verlor er dort seine beiden nächsten Kämpfe gegen Petre Dicu aus Rumänien und Uwe Sachs aus Freiburg im Breisgau und landete auf dem 10. Platz. Zu seinem nächsten Start bei einer internationalen Meisterschaft kam Horschel dann erst wieder 1983 bei der Weltmeisterschaft in Kiew. Er konnte sich aber auch dort nicht im Vorderfeld platzieren und landete auf dem 8. Platz.
Der Durchbruch auf der internationalen Ringermatte gelang ihm dann 1984, als er bei der Europameisterschaft in Jönköping den Vizemeistertitel errang. Auf dem Weg dorthin besiegte er u. a. den amtierenden Weltmeister Andrej Dimitrow aus Bulgarien und mit Roman Wrocławski aus Polen einen weiteren sehr starken Ringer. Im Finale unterlag er gegen Tamás Gáspár aus Ungarn. An den Olympischen Spielen des gleichen Jahres in Los Angeles konnte Horschel wegen des Boykotts dieser Spiele durch die sozialistischen Staaten nicht teilnehmen.
Im Jahre 1985 erreichte Thomas Horschel bei der Europameisterschaft in Leipzig im Schwergewicht mit vier Siegen den 5. Platz. An der anschließenden Weltmeisterschaft im norwegischen Kolbotn konnte er dagegen nicht teilnehmen, weil die DDR aus wirtschaftlichen Gründen keine Ringer entsandte. Bei der Europameisterschaft 1986 feierte Horschel in Athen seinen zweiten Vize-Europameister im Schwergewicht hinter dem Jugoslawen Josef Tertelj. 
1987 beendete Thomas Horschel in der DDR seine Leistungssportlerkarriere, rang aber auf nationaler Ebene noch weiter. Nach der deutschen Wiedervereinigung trat er ab 1991 für den ASV Lampertheim an und wurde 1991 und 1992 jeweils deutscher Vizemeister im Schwer- bzw. Superschwergewicht.

## Internationale Erfolge
| Jahr | Platz | Wettbewerb                                                          | Gewichtsklasse | Ergebnisse |
| 1980 | 2.    | Turnier in Helsinki (TUL)                                           | Halbschwer     | hinter Janos Fodor, Ungarn und vor Toni Hannula, Finnland, Aki Tarino, Finnland und Imre Santra, Ungarn                                                                  |
| 1980 | 5.    | OS in Moskau                                                        | Halbschwer     | mit Siegen über Atef Mayhari, Syrien und Keijo Manni, Finnland und Niederlagen gegen Georgios Pozidis, Griechenland und Petre Dicu, Rumänien                             |
| 1981 | 5.    | Intern. Turnier in Västerås                                         | Halbschwer     | hinter Keijo Manni, Norbert Növényi, Ungarn, Frank Andersson, Schweden und Waleri Dolgich, UdSSR und vor Uwe Sachs, BRD                                                  |
| 1981 | 2.    | TUL-Turnier in Helsinki                                             | Schwer         | hinter Keji Manni, Finnland u. vor Juri Schantsowoj, UdSSR u. Vasile Andrei, Rumänien                                                                                    |
| 1981 | 10.   | EM in Göteborg                                                      | Halbschwer     | nach Niederlagen gegen Petre Dicu und Uwe Sachs |
| 1981 | 2.    | Universiade in Bukarest                                             | Halbschwer     | hinter Ilie Matei, Rumänien und vor Alexander Dubrowski, UdSSR |
| 1982 | 2.    | Großer Preis der Bundesrepublik Deutschland in Freiburg             | Schwer         | hinter Michail Saladse, UdSSR, vor Andrej Dimitrow, Bulgarien, Jeff Simons, USA, Josef Tertelj, Jugoslawien und Georgios Pikilidis, Griechenland                         |
| 1983 | 8.    | WM in Kiew                                                          | Schwer         | Sieger: Andrej Dimitrow, Bulgarien vor Josef Tertelj, Jugoslawien und Viktor Awdyschew, UdSSR                                                                            |
| 1984 | 2.    | EM in Jönköping                                                     | Schwer         | mit Siegen über Roman Wrocławski, Polen, Allan Karing, Dänemark und Andrej Dimitrow und einer Niederlage gegen Tamás Gáspár, Ungarn                                      |
| 1984 | 1.    | Werner-Seelenbinder-Turnier in Leipzig                              | Schwer         | vor Ilie Matei, Jörg Kotte, DDR, Laborde, Kuba und Salopuro, Finnland |
| 1985 | 1.    | Intern. Turnier in Västerås                                         | Schwer         | vor Guram Guduschauri, UdSSR, Fritz Gerdsmeier, BRD, Jank Möller, Schweden und Marian Lukasik, Polen                                                                     |
| 1985 | 5.    | EM in Leipzig                                                       | Schwer         | mit Siegen über Fritz Gerdsmeier, Roman Wrocławski, Keijo Manni und Bellmer, Frankreich und Niederlagen gegen Dusan Masar, Tschechoslowakei und Anatoli Fedorenko, UdSSR |
| 1986 | 4.    | Großer Preis der Bundesrepublik Deutschland in Freiburg im Breisgau | Schwer         | hinter Vasile Andrei, Rumänien, Uwe Neupert, DDR, Fritz Gerdsmeier und Dusan Masar                                                                                       |
| 1986 | 2.    | EM in Athen                                                         | Schwer         | hinter Josef Tertelj und vor Istvan Illes, Ungarn, Dusan Masar, Anatili Fedorenko und Roman Bierła, Polen                                                                |

## DDR-Meisterschaften
| Jahr | Platz | Gewichtsklasse | Ergebnisse                                                                   |
| 1979 | 2.    | Halbschwer     | hinter Herbert Götze, SC Motor Zella-Mehlis und vor Goltz, SC Leipzig        |
| 1980 | 1.    | Halbschwer     | vor Franke, SG Dynamo Luckenwalde und Kretzschmar, Motor Werdau              |
| 1981 | 3.    | Halbschwer     | hinter Uwe Neupert, SC Motor Jena und Dieter Heuer, SC Dynamo Luckenwalde    |
| 1982 | 1.    | Schwer         | vor Roland Gehrke, SC Dynamo Luckenwalde und Andreas Schröder, SC Motor Jena |
| 1983 | 1.    | Schwer         | vor Uwe Neupert und Lenz, ASK Vorwärts Frankfurt (Oder)                      |
| 1984 | 1.    | Schwer         | vor Jörg Kotte, SC Dynamo Luckenwalde und Beckmann, Dynamo Greifswald        |
| 1986 | 1.    | Schwer         | vor Kretzschmar und Utpadel, SC Danamo Luckenwalde                           |

## Deutsche Meisterschaften
| Jahr | Platz | Gewichtsklasse | Ergebnisse                                                                                   |
| 1991 | 2.    | Schwer         | hinter Roger Gries, KSV Mömbris-Königshofen und vor Leo Sawadsky, KSV Kirrlach               |
| 1992 | 2.    | Superschwer    | hinter Raymund Edfelder, AC Bad Reichenhall und vor Dariusz Ciechanowski, TSKV Bonn-Duisdorf |

Erläuterungen
- alle Wettkämpfe im griechisch-römischen Stil
- OS = Olympische Spiele, WM = Weltmeisterschaft, EM = Europameisterschaft
- Halbschwergewicht, damals bis 90 kg, Schwergewicht bis 100 kg, Superschwergewicht bis 130 kg Körpergewicht